# 옵티코어
옵티코어(Opticore Inc.)는 대한민국의 광트랜시버 제조 기업이다. G 네트워크 인프라 구축을 위한 광통신 부품인 광트랜시버, 광다중화장치 등의 부품을 개발 판매하며 AI 데이터센터용 '400G 고속 광트랜시버도 개발완료하였다 본사는 경기도 화성시 동탄기흥로 602 501호 (영천동, 더퍼스트타워3)에 위치해 있다. 대표이사는 진재현이다.

## 역사
2025년 10억원을 조달하고자 김재성을 상대로 제3자배정 유상증자를 하였다.

## 논란
실적 부진과 내부자의 주식 매도 논란, 그리고 한계기업 출신 인물들의 등장으로 경영에 의구심이 제기되고 있다.

## 종속기업
- (주)이포토닉스

## 참고 문헌
1. ↑  옵티코어, 하반기 美 AI 데이터센터 광섬유 수요 증가에 본격 실적 개선 기대감, 내외경제TV, 2024년 5월 30일
2. ↑  이은정, 옵티코어, 람다이노비전과 자율주행용 라이다 기술 '맞손, 이데일리, 2024년 1월 22일
3. ↑  성현동, KB증권 기업분석보고서-옵티코어, 2023년 6월 16일
4. ↑  서용덕, 옵티코어, 장초반 상한가 치솟아…배경?, 영남일보, 2024년 7월 30일
5. ↑  손성연, 옵티코어 대표 진재현 동문 인터뷰, 한양뉴스포털, 2024년 1월 5일
6. ↑  옵티코어, 10억원 3자배정 유상증자 결정 연합뉴스 2025-03-27
7. ↑  상장 2년만에 기업사냥꾼 놀이터 전락 스타트업투데이 2025-02-24